# La guineu. Camins foscos
La guineu. Camins foscos (títol original en alemany, Die Füchsin: Dunkle Fährte) és un telefilm alemany de 2015 dirigit per Samira Radsi. És la primera entrega de la sèrie de pel·lícules de ficció criminal d'ARD La guineu amb Lina Wendel i Karim Chérif en els papers principals. Les principals estrelles convidades d'aquest episodi són Torsten Michaelis, Sara Fazilat, Luc Feit, Rolf Berg, René Schoenenberger, Christiane Lemm i Ben Artmann. Es va emetre per primer cop el 17 de desembre de 2015 en horari de màxima audiència a Erste i va assolir els 4,3 milions d'espectadors i una quota d'audiència del 13,8 %. S'ha doblat i subtitulat al català per a TV3, que va estrenar-la el 3 de novembre de 2024.

## Sinopsi
Anne Marie Fuchs és una dona d'uns cinquanta anys que porta una vida modesta i solitària a Düsseldorf. El seu únic contacte habitual és la mestressa de la cafeteria Mittsommer, Simone Papst. Quan desapareix el germà de la Simone, el Sebastian, i la policia troba el seu millor amic assassinat, l'Anne li ofereix ajuda. Ben aviat queda clar que la discreta clienta del Mittsommer és una professional de la investigació amb una ment molt aguda i un passat tèrbol com a espia de l'RDA. Amb el suport del Youssef, el marit de la Simone, l'Anne emprèn la recerca del Sebastian traspassant els límits de la legalitat amb els seus mètodes, a vegades radicals.

## Repartiment
- Lina Wendel com a Anne Marie Fuchs
- Karim Chérif com a Youssef El Kilali, marit de la Simone.
- Jasmin Schwiers com a Simone Papst, germana del Sebastian i muller del Youssef.
- René Schoenenberger com a Reinhard Papst, pare del Sebastian i la Simone.
- Christiane Lemm com a Beate Papst, mare del Sebastian i la Simone.
- Torsten Michaelis com a Olaf Ruhleben
- Robert Dölle com el comissari Ralf Eisner
- Sara Fazilat com a Saida, neboda del Youssef i experta en informàtica.
- Kat Sellner com a l'Anne Marie Fuchs (de jove)
- Luc Feit com a Ingo Bethke
- Franziska Benz com a Carlotta Weisz
- Elisabeth Müller com a Justina Iwanczyk
- Oleg Zhukov com a  Alexander Groß
- Stefan Preiss com a Josef Leinhos